# Ciclismo en los Juegos Olímpicos de Los Ángeles 1984
El ciclismo en los Juegos Olímpicos de Los Ángeles 1984 se realizó en dos instalaciones de la ciudad de Los Ángeles, entre el 29 de julio y el 5 de agosto de 1984.
En total se disputaron en este deporte 8 pruebas diferentes (7 en la categoría masculina y 1 en la femenina), repartidas en dos disciplinas ciclistas: 3 pruebas de ruta y 5 de pista. El programa vio dos cambios en relación con la edición pasada, se agregó la carrera por puntos a las pruebas de pista, y fue introducida la prueba de ruta femenina, permitiendo así por primera vez en la historia olímpica del ciclismo la participación de las mujeres.
Aparte de la medalla de bronce conseguida por el mexicano Youshimatz en la prueba de puntuación, cabe destacar los diplomas olímpicos obtenidos por los argentinos Juan Esteban Curuchet (quinto en puntuación) y Marcelo Alexandre (sexto en velocidad y séptimo en el kilómetro contrarreloj), y el colombiano Néstor Mora, octavo en la prueba de ruta.

## Sedes
- Ciclismo en ruta – Ruta: circuito en Mission Viejo y alrededores, con salida y llegada al lado del lago de Mission Viejo. Contrarreloj por equipos: autovía Artesia Freeway
- Ciclismo en pista – Velódromo Olímpico (ubicado en la localidad de Carson)

## Medallistas

### Ciclismo en ruta

#### Masculino
| Evento                                 | Oro                                                                                      | Plata                                                                             | Bronce                                                                                       |
| -------------------------------------- | ---------------------------------------------------------------------------------------- | --------------------------------------------------------------------------------- | -------------------------------------------------------------------------------------------- |
| Ruta (29 de julio)                     | Alexi Grewal · Estados Unidos · 4:59:57                                                  | Steve Bauer · Canadá · 4:59:57                                                    | Dag Otto Lauritzen · Noruega · 5:00:18                                                       |
| Contrarreloj por equipos (5 de agosto) | Marcello Bartalini · Marco Giovannetti · Eros Poli · Claudio Vandelli · Italia · 1:58:28 | Alfred Achermann · Richard Trinkler · Laurent Vial · Benno Wiss · Suiza · 2:02:38 | Ronald Kiefel · Clarence Knickman · Davis Phinney · Andrew Weaver · Estados Unidos · 2:02:57 |

#### Femenino
| Evento             | Oro                                                 | Plata                                    | Bronce                                            |
| ------------------ | --------------------------------------------------- | ---------------------------------------- | ------------------------------------------------- |
| Ruta (29 de julio) | Connie Carpenter-Phinney · Estados Unidos · 2:11:14 | Rebecca Twigg · Estados Unidos · 2:11:14 | Sandra Schumacher · Alemania Occidental · 2:11:14 |

### Ciclismo en pista

#### Masculino
| Evento                                | Oro                                                                                | Plata                                                                                                 | Bronce                                                                                     |
| ------------------------------------- | ---------------------------------------------------------------------------------- | --- | ------------------------------------------------------------------------------------------ |
| Velocidad individual (3 de agosto)    | Mark Gorski · Estados Unidos                                                       | Nelson Vails · Estados Unidos                                                                         | Tsutomu Sakamoto · Japón                                                                   |
| Persecución individual (1 de agosto)  | Steve Hegg · Estados Unidos · 4:39,35                                              | Rolf Gölz · Alemania Occidental · 4:43,82                                                             | Leonard Nitz · Estados Unidos · 4:44,03                                                    |
| Persecución por equipos (3 de agosto) | Michael Grenda · Kevin Nichols · Michael Turtur · Dean Woods · Australia · 4:25,99 | David Grylls · Steve Hegg · Patrick McDonough · Leonard Nitz · Brent Emery · Estados Unidos · 4:29,85 | Reinhard Alber · Rolf Gölz · Roland Günther · Michael Marx · Alemania Occidental · 4:25,60 |
| 1 km contrarreloj (30 de julio)       | Fredy Schmidtke · Alemania Occidental · 1:06,10                                    | Curtis Harnett · Canadá · 1:06,44                                                                     | Fabrice Colas · Francia · 1:06,65                                                          |
| Carrera por puntos (3 de agosto)      | Roger Ilegems · Bélgica · 37 pts.                                                  | Uwe Messerschmidt · Alemania Occidental · 15 pts.                                                     | José Manuel Youshimatz · México · 29 (-1) pts.                                             |

## Medallero
| Núm. | País                | Oro | Plata | Bronce | Total |
| ---- | ------------------- | --- | ----- | ------ | ----- |
| 1    | Estados Unidos      | 4   | 3     | 2      | 9     |
| 2    | Alemania Occidental | 1   | 2     | 2      | 5     |
| 3    | Australia           | 1   | 0     | 0      | 1     |
| 3    | Bélgica             | 1   | 0     | 0      | 1     |
| 3    | Italia              | 1   | 0     | 0      | 1     |
| 6    | Canadá              | 0   | 2     | 0      | 2     |
| 7    | Suiza               | 0   | 1     | 0      | 1     |
| 8    | Francia             | 0   | 0     | 1      | 1     |
| 8    | Japón               | 0   | 0     | 1      | 1     |
| 8    | México              | 0   | 0     | 1      | 1     |
| 8    | Noruega             | 0   | 0     | 1      | 1     |
|      | TOTAL               | 8   | 8     | 8      | 24    |